# شهر (فیلم ۲۰۱۰)
شهر (به انگلیسی: The Town) یک فیلم جنایی و درام آمریکایی با بازی و کارگردانی بن افلک که از روی رمانی با نام شاهزاده دزدان نوشته چاک هوگان ساخته شده‌است. داستان این فیلم در بوستون، ماساچوست روی می‌دهد.
این فیلم برای اولین بار در ۸ سپتامبر ۲۰۱۰ در جشنواره فیلم ونیز به نمایش درآمد و سپس در ۱۷ سپتامبر ۲۰۱۰ در ایالات متحده اکران شد. بر اساس رویدادهای واقعی، منتقدان به دلیل کارگردانی، فیلمنامه، تدوین و بازی‌های خود مورد تحسین قرار گرفتند. و ۱۵۴ میلیون دلار در سراسر جهان فروخت. این فیلم توسط هیئت ملی بازبینی به عنوان یکی از ده فیلم برتر سال ۲۰۱۰ انتخاب شد، در حالی که جرمی رنر نامزد جایزه اسکار بهترین بازیگر نقش مکمل مرد شد و پیت پاستویت پس از مرگ نامزد جایزه بافتا برای بهترین بازیگر نقش مکمل مرد شد.

## داستان
داگ یک خلافکار حرفه‌ای است که گروهی از مردان مسلح را هدایت می‌کند. کار آنها انجام سرقت‌های مسلحانه از بانک‌ها است و دزدی‌های آنها بسیار سریع، بی نقص و کامل است. اما در آخرین سرقتشان از بانک که به گروگان‌گیری منجر می‌شود مشکلی پیش می‌آید که برایشان غیرقابل پیش‌بینی بود.